# Tour du Limousin 2002
La 35e édition du Tour du Limousin s'est déroulée du 20 au 23 août 2002, et a vu s'imposer le Français Patrice Halgand.

## La course
Patrice Halgand profite de l'ascension du Maupuy pour s'extirper d'un groupe de 11 coureurs en compagnie de Guido Trentin et s'impose à Guéret.
Christophe Rinero s'impose en force dans la bosse d'arrivée à Lissac-sur-Couze devant Stuart O'Grady, résistant au retour du peloton qui finit à 10 secondes.
La difficile arrivée à Rochechouart voit la victoire de Robert Sassone qui figurait dans un groupe de 8 hommes.
Pierrick Fédrigo s'impose à Limoges en contrant dans les derniers kilomètres. C'est sa première victoire professionnelle.
Patrice Halgand remporte son second Tour du Limousin en conservant les 2 petites secondes acquises sur Guido Trentin le premier jour.

## Classements des étapes
| Étape     | Date    | Villes étapes                            | Vainqueur d'étape | Équipe              | Leader du classement général | Équipe        |
| 1re étape | 20 août | Limoges - Guéret                         | Patrice Halgand   | Jean Delatour       | Patrice Halgand              | Jean Delatour |
| 2e étape  | 21 août | Guéret - Lissac-sur-Couze                | Christophe Rinero | Saint-Quentin-Oktos | Patrice Halgand              | Jean Delatour |
| 3e étape  | 22 août | Saint-Pantaléon-de-Larche - Rochechouart | Robert Sassone    | Cofidis             | Patrice Halgand              | Jean Delatour |
| 4e étape  | 23 août | Rochechouart - Limoges                   | Pierrick Fédrigo  | Crédit agricole     | Patrice Halgand              | Jean Delatour |

## Classement final
| 1.  | Patrice Halgand     | Jean Delatour         |
| 2.  | Guido Trentin       | Cofidis               |
| 3.  | Pierrick Fédrigo    | Crédit agricole       |
| 4.  | Ludovic Turpin      | AG2R Prévoyance       |
| 5.  | Jean-Michel Tessier | Cofidis               |
| 6.  | David Latasa        | iBanesto.com          |
| 7.  | Patrik Sinkewitz    | Mapei espoirs         |
| 8.  | Charles Guilbert    | Bonjour               |
| 9.  | Régis Lhuillier     | La Française des jeux |
| 10. | Franck Bouyer       | Bonjour               |